# Diapetimorpha communis
Diapetimorpha communis là một loài tò vò trong họ Ichneumonidae.